# Okáč pýrový
Okáč pýrový (Pararge aegeria) je středně velký motýl z čeledi babočkovitých. V ČR je to rozšířený druh, jeho výskyt se dokonce v posledním století zvyšuje, což je důsledek rozšíření plochy lesů. Vytváří dvě generace za rok (duben-červen a červenec-srpen), ale ve vyšších polohách je jednogenerační.

## Podřízené taxony
Okáč pýrový je ve dvou podřízených taxonech, které vyvinuly na různých zeměpisných areálech.
- Pararge aegeria tircis (Butler, 1868) - poddruh vyskytující se v ČR a ve střední Evropě
- Pararge aegeria aegeria (L., 1758)[2]

## Popis
Samci a samice se od sebe liší jenom velmi málo. Jedná se o hnědého motýla s oranžovými a žlutavými skvrnkami na obou párech křídel. Zbarvení je velmi variabilní, existují světlejší a tmavší varianty, mezi nimi jsou i rozdíly ve stavbě těla a v chování. Světlejší samci vykazují teritoriální chování a samice čekají na vhodném místě (samci mají kratší křídla a silnější hrudní svalstvo). Tmavší samci vyhledávají samice patrolovacím letem (mají větší křídla). Housenka i kukla jsou výrazně zelené.

## Rozšíření
Okáč pýrový vyhledává hlavně lesy - zejména listnaté, ale i smíšené, zato jehličnatým lesům se vyhýbá (hlavně stinné smrkové monokultury). Může se vyskytovat ale i v parcích. Tento druh se vyskytuje na širokých areálech od Evropy, přes Asii (s výjimkou jižní Asie) až po sever Afriky.

## Chování
Okáč pýrový se nektarem živí jen výjimečně, jako zdroj energie mu slouží sladká tekutina vylučovaná listy stromů. Motýli dávají přednost jednotlivým trsnatým rostlinám na slunných místech (např. pýr plazivý, lipnice, medyněk vlnatý, válečky - není vázán jen na jeden druh).
Samice klade vajíčka jednotlivě na různé druhy lesních trav. Mladé larvy se pohybují na trsu traviny, kde se vylíhly, ale větší už se přesouvají mezi jednotlivými trsy. Kuklí se na kamenech nebo v přízemních částech travin. Přezimovávají buď jako kukla nebo jako larva ve 3. instaru. Rychlost vývoje závisí na lokálních podmínkách, larvy nižšího instaru zimu nemohou přečkat.

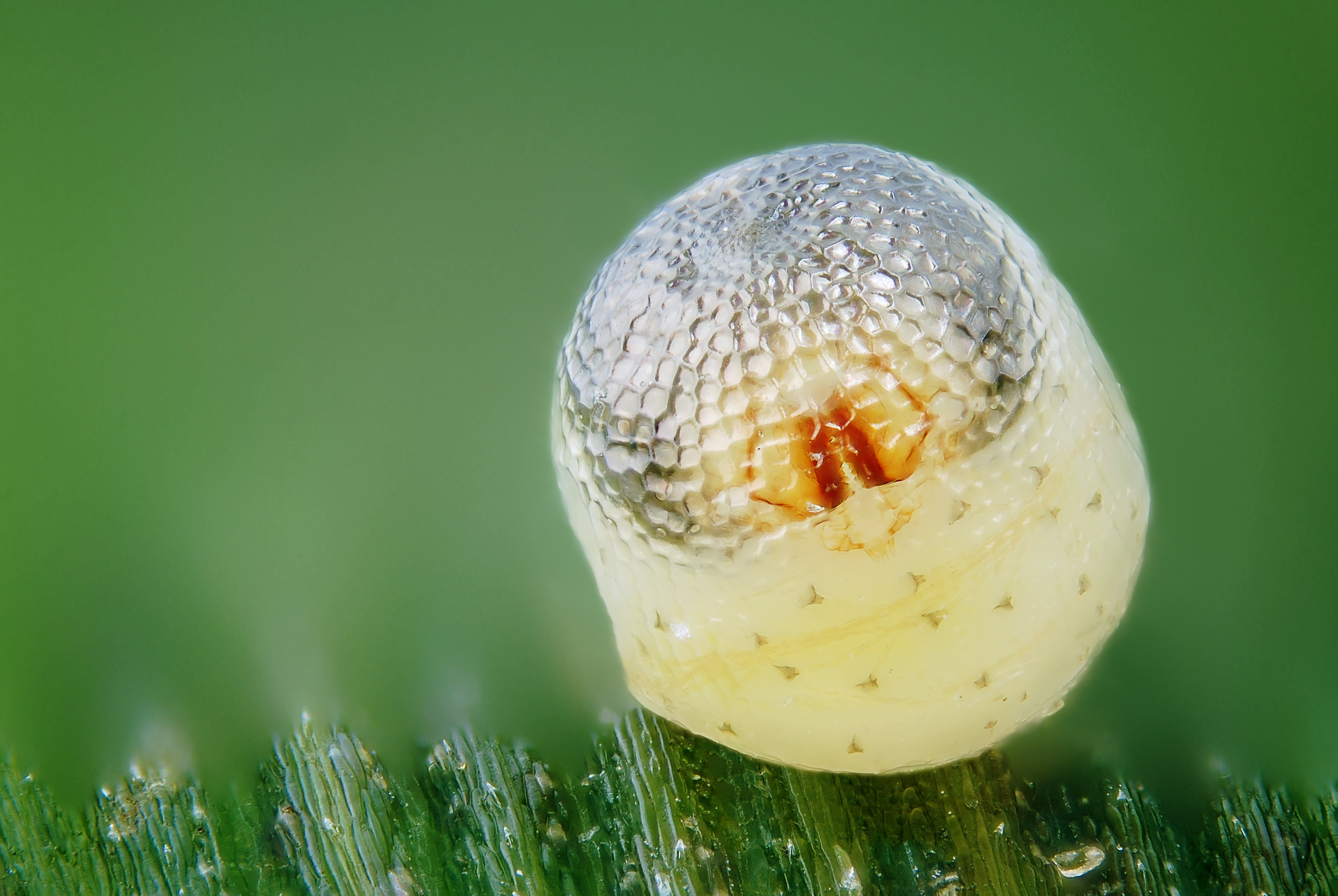
Vajíčko s embryem okáče pýrového
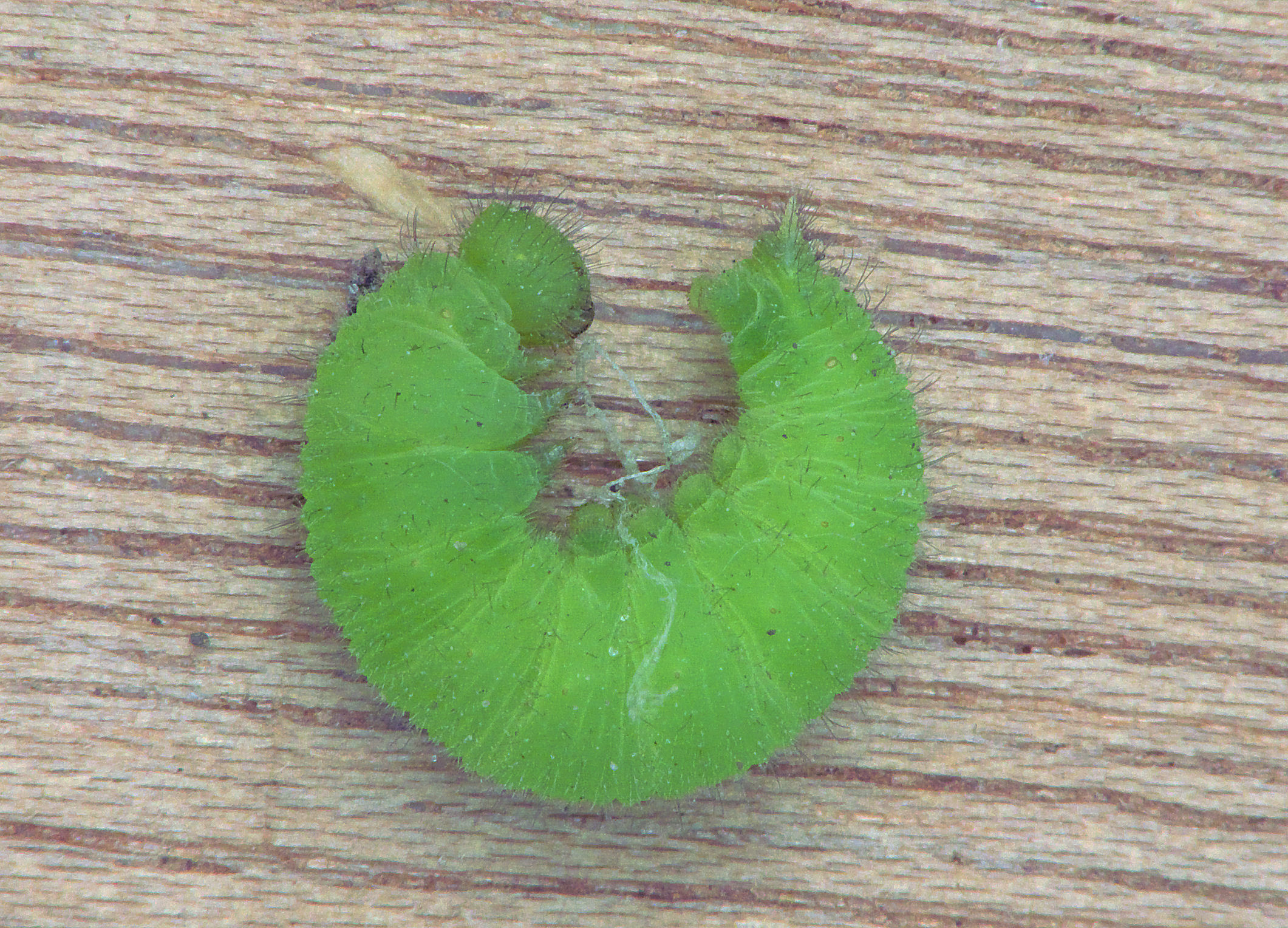
Housenka
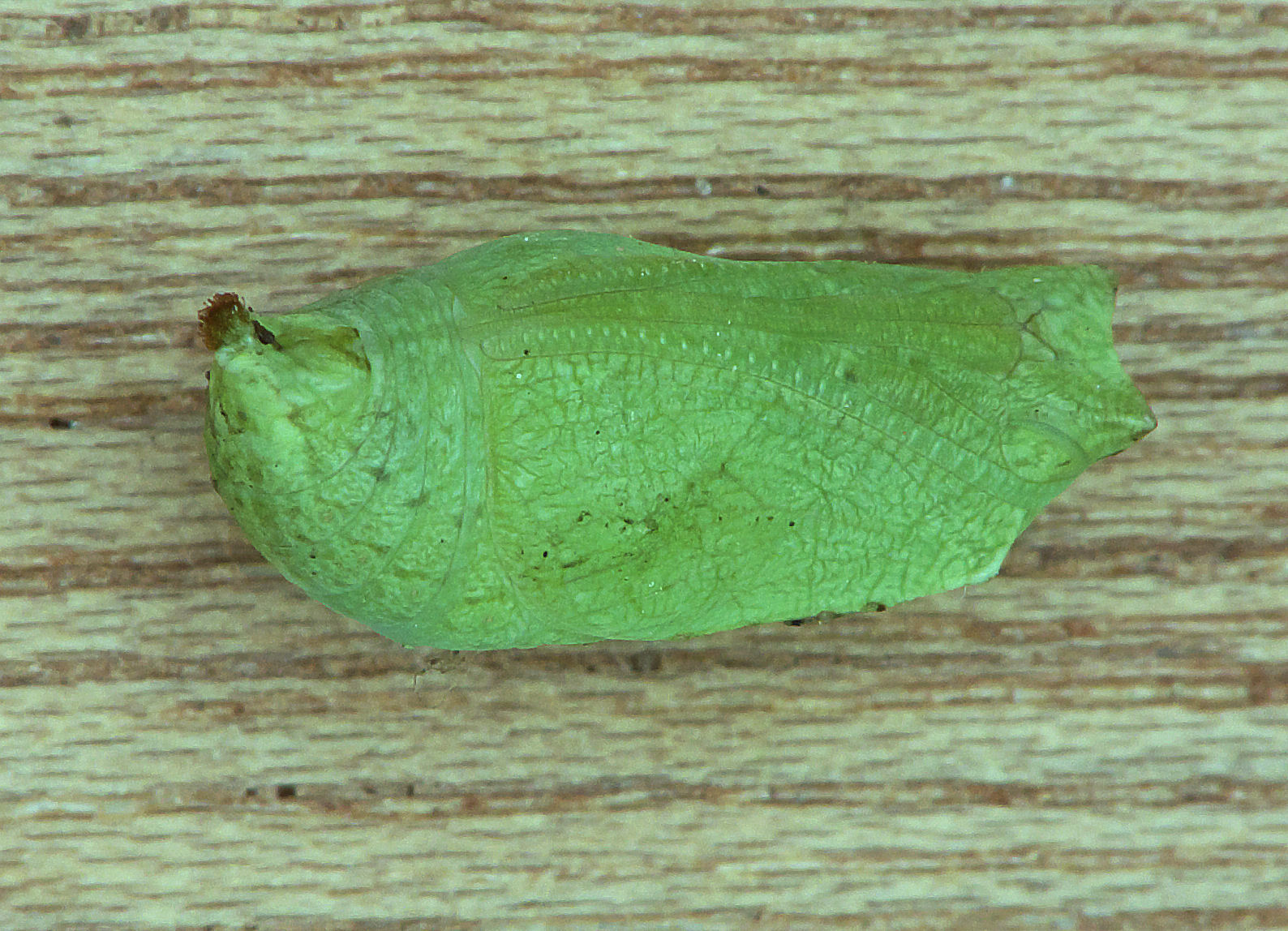
Kukla
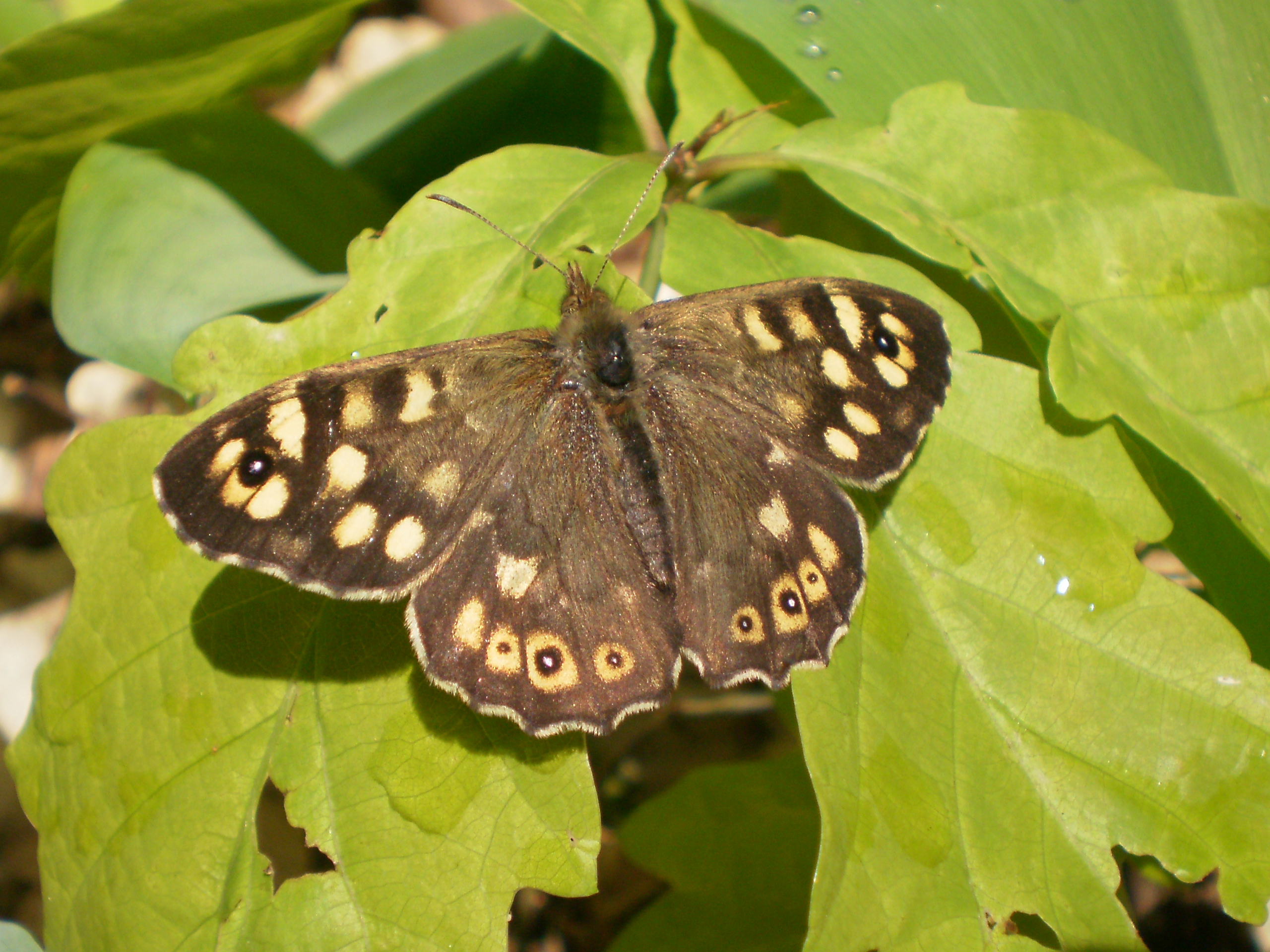
Dospělec